# Referéndum constitucional de Ubangui-Chari de 1958
Un referéndum constitucional para aprobar una nueva constitución en Francia tuvo lugar en Ubangui-Chari el 28 de septiembre de 1958 como parte de un referéndum más amplio realizado en la Unión Francesa. La nueva constitución vería al país volverse para de la nueva Comunidad Francesa de ser aprobada, o resultaría en la independencia si era rechazada. La constitución fue aprobada por el 98,77% de los electores.

## Resultados
| Opción                              | Votos   | %     |
| ----------------------------------- | ------- | ----- |
| A favor                             | 487 033 | 98,77 |
| En contra                           | 6 089   | 1,23  |
| Votos en blanco/nulos               | 3 553   | –     |
| Total                               | 496 675 | 100   |
| Electores registrados/participación | 625 663 | 79,38 |
| Fuente: Direct Democracy            |         |       |